# Lecciones (Star Trek: La nueva generación)
"Lecciones" es el episodio número 19 de la sexta temporada de Star Trek: La nueva generación, 

## Sinopsis
Picard, protagonizado por Patrick Stewart, se enamora de la Teniente Comandante Nella Daren (actriz Wendy Hughes), una oficial de la Flota Estelar de la rama de Ciencias Estelares, con la cual comparte su amor por la música. Él es forzado a enviarla en una peligrosa misión debido a su especialización profesional, y sufre increíblemente el dolor y la pena cuando se entera, incorrectamente, que ella ha muerto durante la misión. Cuando ella regresa a salvo, Picard se da cuenta de que es incapaz de tener una relación con alguien bajo su mando. Él cumple con su deber con la Teniente Comandante Daren y aprueba su solicitud de transferencia. Ella se va, pero alienta a Picard a no dejar de tocar la flauta.
"Lecciones" saca del baúl la amada flauta Ressikan de Picard, que él aprendió a tocar durante el episodio aclamado por la crítica "La luz interior".  Para ese y otros episodio adicionales, Stewart tuvo que realmente aprender a tocar el instrumento.
Un parte destacada de este episodio es el dueto con Picard en la flauta y Daren tocando el teclado (la real ejecución que uno escucha es una que fue posteriormente compilada basada en el tema).